# Kortvingad cistikola
Kortvingad cistikola (Cisticola brachypterus) är en fågel i familjen cistikolor inom ordningen tättingar. Den förekommer i gräsrika miljöer i stora delar av Afrika söder om Sahara, söderut till Zimbabwe. Beståndet anses vara livskraftigt.

## Utseende och läte
Kortvingad cistikola är en liten och påtagligt karaktärslös cistikola. I häckningsdräkt kan ryggen vara svagt streckad, utanför häckningstid kraftigare. Två tvärband syns tvärs över stjärten, ett beigefärgat och ett svart. Arten är mycket lik rostcistikolan, men har generellt kallare och brunare färgsättning och uppvisar åtminstone någon streckning på ryggen. Sången består av två till tre ljusa toner i en fallande serie: "tsee-tree-tro". Även en snabbare serie med ett antal toner kan höras.

## Utbredning och systematik
Kortvingad cistikola har en vid utbredning i Afrika söder om Sahara, i syd till Zimbabwe. Den delas in i nio underarter med följande utbredning:
- Cisticola brachypterus brachypterus – Senegal söderut till Liberia, österut till Centralafrikanska republiken, västra Sydsudan och norra Demokratiska republiken Kongo samt vidare söderut till norra kustnära Angola
- Cisticola brachypterus zedlitzi – Eritrea och etiopiska platån
- Cisticola brachypterus reichenowi – sydligaste Somalia, Kenyas kust och Tanzania
- Cisticola brachypterus loanda – sydöstra Kongo-Kinshasa till västra Zambia och inre Angola
- Cisticola brachypterus hypoxanthus – nordöstra Kongo-Kinshasa, norra Uganda och södra Sydsudan
- Cisticola brachypterus ankole – södra Uganda till Rwanda, Burundi, intill östra Kongo-Kinshasa och nordvästra Tanzania
- Cisticola brachypterus katonae – inre Kenya och norra Tanzania
- Cisticola brachypterus kericho – sydvästra Kenya (Kericho)
- Cisticola brachypterus isabellinus inklusive tenebricosus – centrala Tanzania till Moçambique, Zimbabwe och östra Zambia

### Familjetillhörighet
Cistikolorna behandlades tidigare som en del av den stora familjen sångare (Sylviidae). Genetiska studier har dock visat att sångarna inte är varandras närmaste släktingar. Istället är de en del av en klad som även omfattar timalior, lärkor, bulbyler, stjärtmesar och svalor. Idag delas därför Sylviidae upp i ett antal familjer, däribland Cisticolidae.

## Levnadssätt
Kortvingad cistikola hittas olika gräsrika miljöer, som savann, skogsbryn, öppen skog och buskmarker.

## Status
Arten har ett stort utbredningsområde och beståndet anses stabilt. Internationella naturvårdsunionen IUCN listar den därför som livskraftig (LC).